# プブリウス・ウァティニウス
プブリウス・ウァティニウス（ラテン語: Publius Vatinius、紀元前95年頃 - 紀元前42年頃）はプレプス（平民）出身の共和政ローマの政務官。紀元前47年に執政官（コンスル）を務めた。紀元前59年の護民官時代に、ガイウス・ユリウス・カエサルを5年間属州総督とする特権を与える法律を制定し、ガリア戦争でのカエサルの勝利のきっかけを作った。

## 出自
プブリウスの属するウァティニウス氏族は、紀元前2世紀から記録に現れるプレプス系氏族であるが、その来歴はよく分かっていない。もともとはサビニ族の土地であるレアテ（現在のリエーティ）に住んでいた。伝説によれば、第三次マケドニア戦争（紀元前168年）において、プブリウスの祖父はディオスクーロイからの知らせでマケドニア王ペルセウスを捕虜とし、このために軍務と土地分配を免除されていた。プブリウスの父に関しては、カピトリヌスのファスティ と凱旋式のファスティに記録があるのみで、分かっていることは息子と同じくプブリウスというプラエノーメン（第一名、個人名）であることのみである。

## 経歴

### 初期の経歴
現代の研究者はウァティニウスは紀元前95年頃に生まれたと考えている。若い頃から多くの著名なローマ人と知り合いとなった。友人には紀元前67年の護民官であるガイウス・コルネリウスがおり、またセクストゥス・セルウィリウスというキケロとの共通の友人もあった。ウァティニウスの政治履歴は法廷での演説で始まった。プルタルコスによると彼の演説は、当局に対して、ややもすれば横柄で見下した態度をとるという点で、他とは異なっていた。紀元前66年、当時法務官（プラエトル）であったキケロに対して、ウァティニウスは何かの頼みごとをした。キケロは直ちに応えることはせず、長期間熟慮した。ウァティニウスは「もし自分が法務官なら躊躇などしない」と言ったが、キケロはウァティニウスの膨らんだ甲状腺腫を見て、「確かに、しかし私は君のような太い首は持っていない」と答えたとされる。何人かの学者は、このエピソードが両者の敵対の始まりだったと考えている。
ウァティニウスは紀元前63年に財務官（クァエストル）に就任した。当選はしたものの、順位は最下位であった。同年の執政官の一人はマルクス・トゥッリウス・キケロであったが、キケロはウァティニウスが選ばれたのは前年の執政官の一人（明らかにルキウス・ユリウス・カエサル）の影響力のためと信じていた。最初ウァティニウスは、ローマへの水の供給に責任をもった。続いてキケロは金銀がローマから輸出されるのを防ぐために、ウァティニウスを港湾都市プテオリ（現在のポッツオーリ）に送った。しかし彼の高圧的態度に市民が不満をいだきキケロに訴えたため、キケロは彼を任務から解任した。
紀元前62年、ウァティニウスはヒスパニア・ウルテリオル属州総督ガイウス・コスコニウスのレガトゥス（副官）となった（F. ミュンツァーはウァティニウスはプロプラエトルであったとしている）。このときウァティニウスは元老院の許可も得ず、サルディニアとアフリカ属州を経由するという通常ではない経路を通ってヒスパニア属州に行っている。アフリカではヌミディア王ヒエンプサル2世および誰かは不明であるがもう一人の首長と会っている。これはおそらく彼らを傭兵として雇用することを想定してのものであろう（ガイウス・ユリウス・カエサルが彼をヒエンプサル2世の元へ送ったとの説がある）。明らかに、ウァティニウスは公職としてのレガトゥスの役割を利用して、個人的な使命を果たしていた。ヒスパニア属州での彼の働きも良いものではなく、キケロはここでも強奪と強要を行ったと非難している。

### 護民官（紀元前59年）
ウァティニウスの次の記録は、紀元前59年の出来事に関するもので、彼はそのとき護民官であった。同年の執政官はポプラレス（民衆派）のカエサルと、オプティマテス（門閥派）のマルクス・カルプルニウス・ビブルスであり、お互いに敵対していた。護民官も同じく対立しており、ウァティニウスとガイウス・アルフィウス・フラウィウスはカエサルを支持、他方グナエウス・ドミティウス・カルウィヌス、クィントゥス・アンハリウスとガイウス・ファンニウスはビブルスを支持した。法務官のクィントゥス・フフィウス・カレヌスはカエサル支持であった。門閥派のキケロは、後のロストラでの演説『ウァティニウスに対する反論』において、当時の政治闘争のいくつかのエピソードを紹介している。特に、民会でカエサルの農地法案の議論の日に、ビブルスとその支持者はフォルムに入れなかった。「ビブルスのリクトル（執政官の護衛）は攻撃されてファスケス（儀仗用の斧）は折られ、続いて石や手投げ矢が飛び交った」。キケロは、この暴動はウァティニウスによって組織されたと主張する。
その後（おそらくは10月の初め）、いわゆる「ウェッティウス裁判」が行われた。ルキウス・ウェッティウスという人物が、民会においてグナエウス・ポンペイウス暗殺の陰謀があると証言したのであるが、その際に共謀者として、若い貴族達（ガイウス・スクリボニウス・クリオ、マルクス・ユニウス・ブルトゥス、ルキウス・アエミリウス・レピドゥス・パウッルス、コルネリウス・レントゥルス）や高名な政治家（ルキウス・コルネリウス・レントゥスル・ニゲル、ルキウス・リキニウス・ルクッルス、ルキウス・ドミティウス・アヘノバルブス、マルクス・カルプルニウス・ビブルス）が含まれていた。ウェッティウスによれば、あるリクトルがその秘密を漏らしたとのことであったが、誰もこれを信じるものはいなかった。その後直ぐにウェッティウスは牢獄で死亡したため、結論は出なかった。これはレントゥス・ニゲルを陥れるためにウァティニウスが仕組んだことではないかとの憶測が流れた。3年後に、キケロはウァティニウスがこの陰謀をでっち上げ、続いて口封じにウェッティウスを暗殺したと決め付けている。
紀元前59年の終わりに、ウァティニウスはある法案を提案しすぐに成立させている。この「ウァティニウス法」（Lex Vatinia de provincia Caesaris）は後のローマの歴史に大きな影響を与えることになる。この法によって、カエサルは執政官任期の完了後にガリア・キサルピナ属州とイリュリクム属州の総督を5年間務めることになり、そこで絶大な権力を握った。翌年にはそこで蓄えた力を利用してガリア戦争を開始する。

### カエサルの副官
紀元前59年12月10日、護民官任期の終了と共にカエサルはウァティニウスを彼のレガトゥス（副官）に任じた。しかし、ウァティニウスはウァティニウス法に不満を持つカエサルの政敵から直ちに告訴された（護民官は在任中は不可侵特権がある）。この裁判の内容は不明だが、研究者は不敬罪ではないかと考えている。裁判の原告はガイウス・リキニウス・マケル・カルウスであり、判事はガイウス・メミウスであった。判決は不明であるが、ウァティニウスのその後の経歴からは無罪であったと思われる。
裁判が片付いた紀元前58年3月に、ウァティニウスはカエサルと共に北へ向かった。彼がカエサルと共にガリア・トランサルピナに向かったが、あるいはキサルピナに留まったかは不明である。しかし、ガリア戦争におけるウァティニウスの記載は無い。加えて、その年にキケロを告訴した護民官プブリウス・クロディウス・プルケルを支援していることから、ウァティニウスはローマから遠く離れることはなかったと思われる。
紀元前57年にはアエディリスに立候補するが、落選してキケロを喜ばせた。落選の理由は、ポンペイウスからの支援が無かったからである。ただし、ウァティニウスと組んでいたプブリウス・コルネリウス・レントゥルス・スピンテルは当選し、前年にキケロの追放を解除したティトゥス・アンニウス・ミロを法廷に立たせた。ウァティニウスはミロ裁判とプブリウス・セスティウス裁判（紀元前56年2月-3月）の証人となった。しかし、どちらの裁判においても被告は無罪となった。セスティウス裁判ではキケロが弁護人となった。弟に宛てた書簡によれば、キケロはウァティニウスを激しく批判し、喝采を受けたという。

### 法務官（紀元前55年）
紀元前55年、大きな混乱の後にポンペイウスとマルクス・リキニウス・クラッススが執政官に当選した。門閥派はマルクス・ポルキウス・カト・ウティケンシス（小カト）を法務官に推していたため、その対抗のためにポンペイウスとクラッススはウァティニウスを支援し、小カトに勝利した。
法務官任期の完了後、ウァティニウスはルキニウス・カルウスから収賄罪で告訴された。カルウスは以前にもウァティニウスを告訴していたが、今回の告訴では最も雄弁な演説を行った。ウァティニウスはカルウスの演説を中断させるために、「判事諸君、告訴人が雄弁であるという理由で私は有罪とされるのであろうか」と叫んだ。キケロは、以前にはウァティニウスと対立していたが、今回は弁護に回った。三頭政治側（カエサル、ポンペイウス、クラッスス）から攻撃されることを恐れ、彼らを支援するプブリウス・クロディウス・プルケル（紀元前58年にキケロを追放した人物）から自身を守りたかったためである。結局ウァティニウスは無罪となったが、これはキケロの弁護が功を奏したというより、賄賂のためであると思われる。

### ローマ内戦と執政官
紀元前51年、ウァティニウスはカエサルのレガトゥスとしてガリアに戻った。紀元前49年に始まったカエサルのローマ内戦の間、ウァティニウスはカエサルと共に行動した。ギリシアでは、カエサルはウァティニウスを講和交渉の使者としてポンペイウスに派遣している。最大の戦いとなったファルサルスの戦いには参加せずに、ブルディンシウム（現在のブリンディジ）を、ポンペイウスの艦隊の一部を率いていたデキムス・ラエリウス（en）から防衛した。
この成功が評価され、紀元前47年にウァティニウスは執政官に就任した。更にアウグル（鳥卜官）に選出されている。
紀元前46年、ウァティニウスは3個軍団を率いてイリュリクムへ出征し、ポンペイウス派の残党で大きな艦隊を有していたマルクス・オクタウィウスに勝利し、小凱旋式を実施した。
紀元前44年にカエサルが暗殺されると、軍ごとマルクス・ユニウス・ブルトゥスに降伏せざるを得なかった。ブルトゥスがマケドニア属州総督となると、ウァティニウスの軍もマケドニアに移動した。
紀元前42年7月31日、イリュリクムの勝利を祝って凱旋式を挙行した。これ以降の彼の記録はなく、おそらくこの後亡くなったものと思われる。

### 古代の資料
- アッピアノス『ローマ史』
- ガイウス・ユリウス・カエサル『内乱記』
- カッシウス・ディオ『ローマ史』
- キケロ『友人達への手紙』
- キケロ『ウァティニウスに対する反論』
- キケロ『セスティウスに対する弁護』
- キケロ『弟クィントゥスへの手紙』
- キケロ『神々の本性について』
- セネカ『論争問題集』
- ティトゥス・リウィウス『ローマ建国史』
- プルタルコス『対比列伝』
- 凱旋式のファスティ
- カピトリヌスのファスティ

### 研究書
- Grimal P. "Cicero." - M .: Young Guard, 1991.
- Egorov A. "Julius Caesar. Political biography." - St. Petersburg. : Nestor-History, 2014.
- Utchenko S. "Julius Caesar." - M .: Thought, 1976.
- Broughton R. "Magistrates of the Roman Republic." - New York, 1952.
- Rossi F.  "THE VETTEL CONSPIRACY"  // Annali Triestini, 21 (1951)
- Münzer F. "Vatinius 1" // Paulys Realencyclopädie der classischen Altertumswissenschaft
- Münzer F. "Vatinius 2" // Paulys Realencyclopädie der classischen Altertumswissenschaft
- Münzer F. "Vatinius 3" // Paulys Realencyclopädie der classischen Altertumswissenschaft
- Rotondi, Giovanni (1912). Leges publicae populi romani. Società Editrice Libraria

 この記事には現在パブリックドメインである次の出版物からのテキストが含まれている: Smith, William, ed. (1870). "Vati'nius". Dictionary of Greek and Roman Biography and Mythology (英語).